# Gmina Sławno (Powiat Opoczyński)
Die Gmina Sławno ist eine Landgemeinde im Powiat Opoczyński der Woiwodschaft Łódź in Polen. Sie hat 7550 Einwohner und ihr Sitz ist das Dorf Sławno mit etwa 440 Einwohnern.

## Geographie

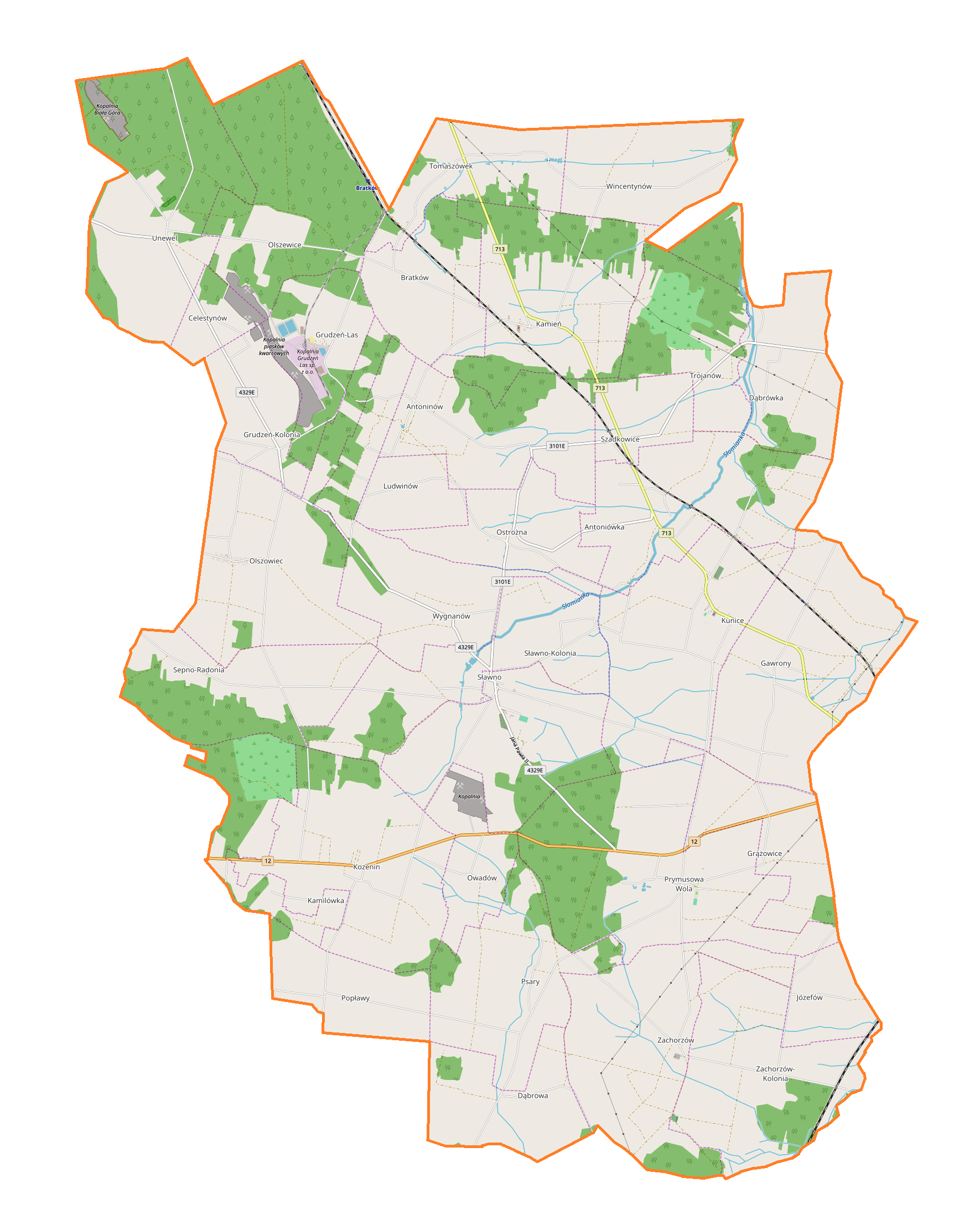
Karte der Gemeinde

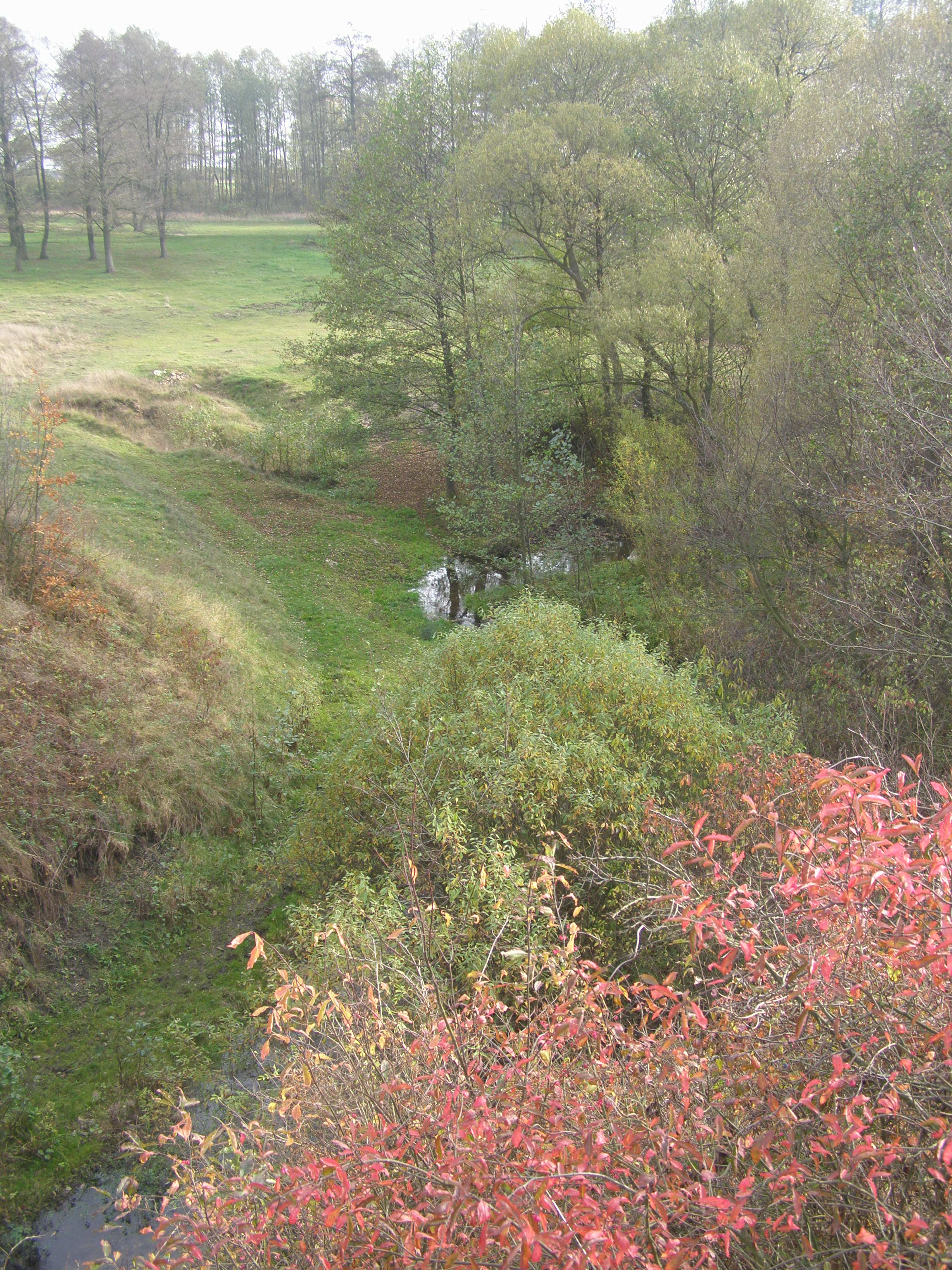
Landschaft an der Słomianka

Die Gemeinde liegt im Osten der Woiwodschaft. Die Kreisstadt Opoczno liegt drei Kilometer östlich, Łódź (deutsch Lodz) etwa 60 Kilometer nordwestlich und Warschau 120 Kilometer nordöstlich. Nachbargemeinden sind im Powiat Tomaszowski Tomaszów Mazowiecki im Nordwesten und Inowłódz im Norden sowie im Powiat Opoczyński Opoczno im Osten, Białaczów im Südosten, Paradyż im Süden und Mniszków im Westen. Die Gemeinde hat eine Fläche von 129,3 km², von der 76 Prozent land- und 15 Prozent forstwirtschaftlich genutzt werden. Ihr Gebiet ist mit 59 Einwohnern/km² dünn besiedelt. Die Słomianka entspringt bei Kozenin. Sie mündet in die Pilica. Teile des Gemeindegebiets gehören zum Landschaftsschutzpark Spała (Spalski Park Krajobrazowy).

## Geschichte
Während der deutschen Besetzung Polens im Zweiten Weltkrieg kam das Gemeindegebiet zum Landkreis Opoczno in der Kreishauptmannschaft Tomaschow-Mazowiecki im Generalgouvernement.
Die Landgemeinde Janków mit Sitz in Sławno wurde 1954 in Gromadas zerschlagen. Zum 1. Januar 1973 wurde im Powiat Opoczyński alten Zuschnitts in der ehemaligen Woiwodschaft Kielce die Landgemeinde Sławno aus einem Teil der Gromadas der Landgemeinde Janków neu gebildet. Von 1975 bis 1998 gehörte die Gemeinde zur Woiwodschaft Piotrków. Der Powiat war in dieser Zeit aufgelöst. Die Landgemeinde kam 1999 an den Powiat Opoczyński der Woiwodschaft Łódź im gegenwärtigen Gebietszuschnitt. Der parteilose, langjährige Wójt Tadeusz Wojciechowski wurde bei den Kommunalwahlen im April 2024 wiedergewählt. Im ersten Wahlgang erhielt er bei einem Gegenkandidaten 56,83 Prozent der Stimmen.

## Gliederung
Zur Landgemeinde (gmina wiejska) Sławno gehören 34 Dörfer mit den 33 folgenden Schulzenämter (sołectwa), denen kleinere Dörfer, Siedlungen und Orte zugeordnet sind:
Antoninów
Antoniówka
Bratków
Celestynów
Dąbrowa
Dąbrówka
Gawrony
Grążowice
Grudzeń-Kolonia
Grudzeń-Las
Józefów
Kamień
Kamilówka
Kozenin
Kunice
Ludwinów
Olszowiec
Ostrożna
Owadów
Popławy
Prymusowa Wola
Psary
Sepno-Radonia
Sławno
Sławno-Kolonia
Szadkowice
Tomaszówek
Trojanów
Unewel-Olszewice
Wincentynów
Wygnanów
Zachorzów
Zachorzów-Kolonia
Das Schulzenamt Unewel-Olszewice umfasst die beiden Dörfer Unewel und Olszewice. Weitere Orte sind die Siedlung Olszowiec-Kolonia und der Weiler Prymusowa Wola. Weitere Wohnplätze mit amtlicher Ortskennung (SIMC) sind Janków (namensgebend für die ehemalige Gemeinde), Kolonia Kuniczki, Modrzew, Skórkówka und Zaolzie.

## Verkehr
Die Landesstraße DK12 führt von Sieradz über Piotrków Trybunalski (Petrikau) und Kozenin nach Radom und Lublin. Die Woiwodschaftsstraße DW713 führt von der DK12 über Kunice und Szadkowice nach Tomaszów Mazowiecki und Łódź. Daneben gibt es mehrere Powiatstraßen.
Auf Gemeindegebiet liegen der Bahnhof Bratków sowie die Haltepunkte Szadkowice und Słomianka (bei Gawrony) an der Bahnstrecke Łódź–Opoczno. Der nächste Fernbahnhof Opoczno Południe liegt nahe der Kreisstadt an der Zentralen Eisenbahnmagistrale Warschau–Kattowitz/Krakau (Centralna Magistrala Kolejowa (CMK)), die östlich des Gemeindegebiets verläuft.
Der nächste internationale Flughafen ist Łódź.